# I’m Not a Girl, Not Yet a Woman
I'm Not a Girl, Not Yet a Woman – trzeci singel piosenkarki pop Britney Spears, wydany w USA, pochodzący z płyty pt. Britney. Autorami piosenki są brytyjska piosenkarka Dido, szwedzki producent Max Martin i Rami. Piosenkę wykorzystano w filmie Crossroads, w którym Spears zagrała główna rolę. Piosenka dostała Złotą Malinę w kategorii Najgorsza Piosenka Napisana Specjalnie do Filmu.

## Teledysk
Reżyserem teledysku jest Wayne Isham. Do piosenki powstały dwie wersje teledysku. Wersja z albumu prezentuje Britney stojąca na wielkich skałach nad kanionem. Wersja z filmu zawiera pochodzące z niego sceny.

## Lista utworów
1. „I'm Not a Girl, Not Yet a Woman”
2. „I'm Not a Girl, Not Yet a Woman (Spanish Fly Remix)”
3. „I'm Not a Girl, Not Yet a Woman (Chocolate Puma Dub)”
4. „I Run Away"